# Крушельницька Марія Степанівна
Марі́я Степа́нівна Крушельни́цька (до шлюбу Слобода; псевдоніми і криптоніми — Слободівна, Марія Слободівна, Марія Степанівна, Слобода-Крушельницька Марія, М. С., М.; 8 грудня 1876 с. Ульгівок, Рава-Руський повіт, нині Польща — 28 серпня 1935, Харків) — українська акторка, письменниця, громадська діячка.
Дружина Антона Крушельницького, мати Володимири, Івана, Богдана, Тараса та Остапа Крушельницьких, бабуся Лариси та Марії Крушельницьких. Майже вся родина Марії Крушельницької стала жертвою сталінських репресій

## Життєпис і діяльність
Народилась в сім'ї поштового службовця, згодом музиканта в театрі товариства «Руська бесіда» Степана Слободи; мала трьох братів і сестру.
Навчалася в українській гімназії в м. Львові.
Від 1893 грала в українському театрі т-ва «Руська бесіда». Виконувала головні ролі в п'єсах І.Карпенка-Карого, М.Старицького, І.Франка, Ю.Крашевського, Г.Зудермана, Л.Толстого. З театром об'їздила всю Галичину, гастролювала в Польщі.
У 1899 році (як указано в неопублікованому рукописі) написала п'єсу на 3 дії «Мачуха».
1901 — одружившись із громадським діячем і журналістом Антоном Крушельницьким, невдовзі покинула сцену.
1901 — в друкарні т-ва «Руська бесіда» побачив світ цикл її оповідань («І хто ж вона була?», «Прощання», «Хвилі туги», «Поезія молодих її літ», «Штука»), об'єднаних у збірку під назвою «І хто ж вона була?» (Чернівці, 1901).
Друкувалася в газетах «Буковина» та «Діло», альманахах, журналах «Літературно-науковий вістник», «Нові шляхи», «Нова хата».
Брала участь у виданні читанок, організації театральних гуртків та культурно-освітніх закладів.
Багато часу віддавала сім'ї, вихованню дітей, допомагала чоловікові в редагуванні «Нових шляхів» і «Критики».
Пропагувала ідеї емансипації жінок, зокрема в альманасі «Жіноча доля» (Коломия, 1928) опублікувала статтю «Нова жінка», в якій виклала свої думки про новий тип жінки-українки.
У травні 1934 р. переїхала з чоловіком і родиною до Харкова (УСРР), де на той час уже жили її донька й один із синів — Іван. Продовжувала писати, виступала в періодичній пресі на педагогічні теми.
Після арешту членів її родини і страти в грудні цього ж року її синів Івана й Тараса тяжко захворіла. Померла в одній із лікарень Харкова від хвороби серця.

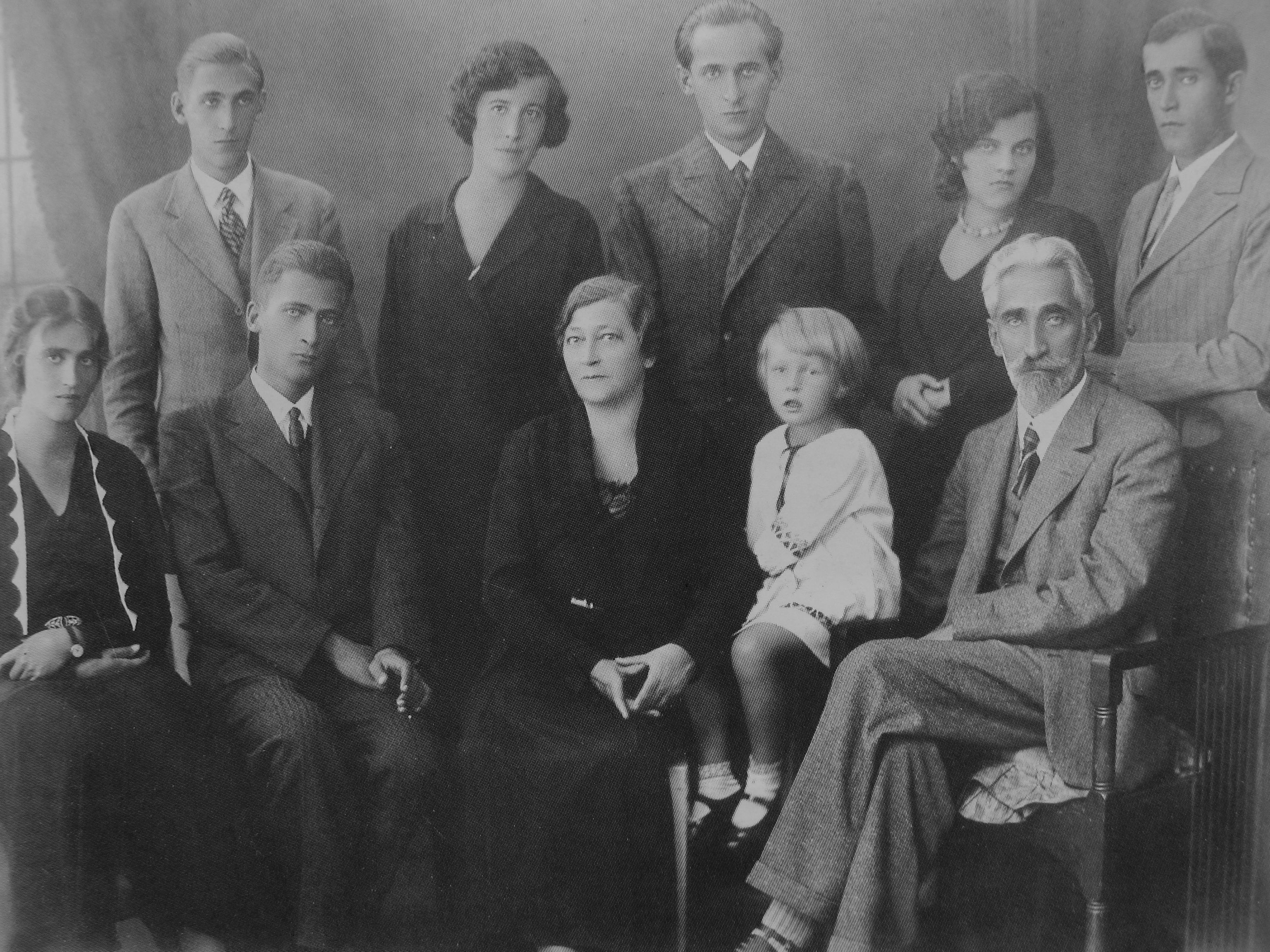
Розстріляна і знищена родина Крушельницьких. Сидять (зліва направо): Володимира, Тарас, Марія Крушельницька (мати), Лариса і батько Антін. Стоять: Остап, Галя (дружина Івана), Іван, Наталя (дружина Богдана), Богдан. Це фото стало символом знищення комуністами української інтелігенції